# Plastisches Schwinden von Beton

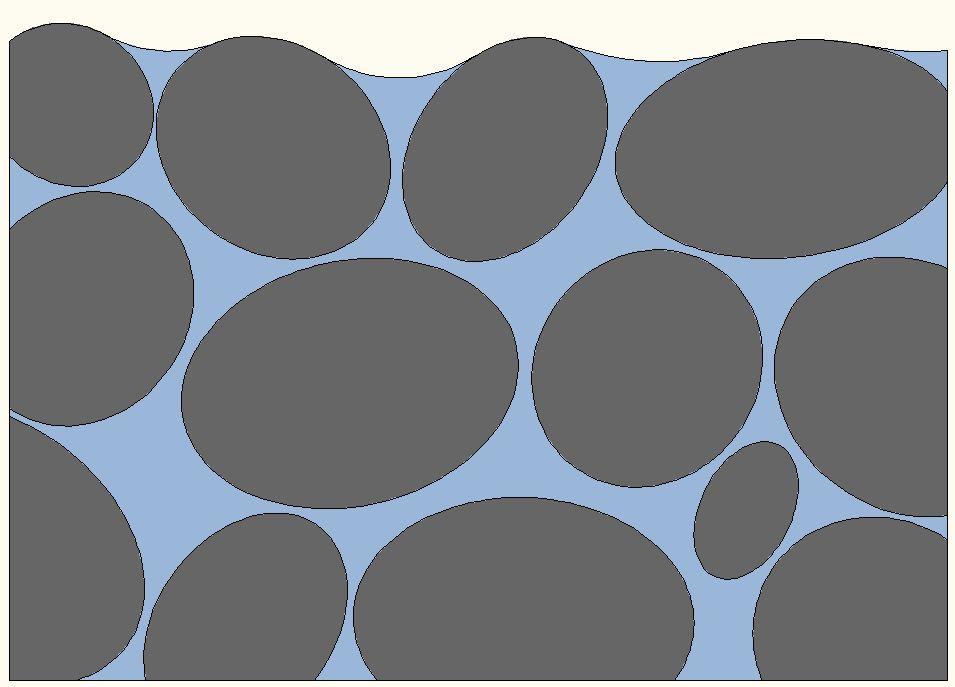
Gekrümmte Wasseroberfläche zwischen den Feststoffpartikeln

Durch kapillares Schwinden entstandene Netzrisse

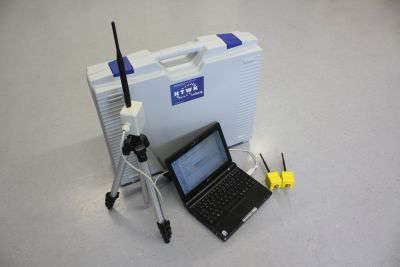
Kapillardruckmesssystem mit Funksensoren (gelb)

Das plastische oder kapillare Schwinden von Beton entspricht der Volumenverringerung des Betons infolge Wasserverdunstung in den ersten Stunden nach dem Einbau. In diesem Zeitraum befindet sich der Beton noch im plastischen Materialzustand. Wegen des frühen Zeitpunktes nach der Betonage wird der Vorgang auch als Frühschwinden bezeichnet.
Nach dem Einbringen des Betons in eine Schalung ist die Oberfläche, an welcher Wasser verdunsten kann, in der Regel von einem geschlossenen ebenen Wasserfilm bedeckt. Dieser wird infolge des hauptsächlich durch die Verdunstung bedingten Wasserverlustes immer dünner, bis schließlich die an der Oberfläche angeordneten feinen Feststoffpartikel nicht mehr vom Wasser überdeckt sind. Aufgrund von Adhäsionskräften bildet sich zwischen den Feststoffpartikeln eine gekrümmte Wasseroberfläche aus. Dadurch entsteht ein Druckunterschied zwischen der Flüssigkeit und der umgebenden Luft, d. h. ein kapillarer Unterdruck im Wasser. Die daraus resultierenden Zugkräfte bewirken eine Verringerung der Abstände zwischen den Feststoffpartikeln und damit Schwindverformungen. Der Druckanstieg bei weiterem Wasserverlust kann durch die Verdichtung des Gefüges jedoch nicht verhindert werden. Die Krümmung der Wasseroberfläche nimmt weiter zu, bis schließlich nicht mehr alle Partikelabstände an der Oberfläche von der gekrümmten Wasseroberfläche überbrückt werden können. Ist das der Fall, beginnt lokal Luft von der Oberfläche her in das Gefüge einzudringen. Der beim ersten Lufteintritt erreichte kapillare Unterdruck wird als Lufteintrittspunkt bezeichnet. Ist dieses Druckniveau erreicht, besteht eine erhöhte Rissgefahr, weil die Stellen, an denen Lufteintritt erfolgte, Schwachstellen im Gefüge des Materials darstellen. Die Rissbildung in austrocknenden Suspensionen setzt den Lufteintritt in das Gefüge voraus. Jedoch führt der Lufteintritt nicht notwendigerweise zur Rissbildung. Es bedarf zusätzlich einer ausreichenden Beweglichkeit der Feststoffpartikel.
Die gleichen physikalischen Vorgänge lassen sich auch in anderen austrocknenden Suspensionen, so beispielsweise in Schlämmen oder bindigen Böden, beobachten.
Unter ungünstigen Bedingungen betragen die plastischen Schwindmaße von Beton bis zu 4 mm/m. Auftretende Kapillarschwindrisse können Weiten von bis zu 2 mm erreichen. Sie bilden oft ein netzartiges Muster und treten zumeist in flächigen Betonbauteilen wie Bodenplatten oder Verkehrsflächen bei hohen Verdunstungsraten auf.
Der Kapillardruck im plastischen Beton kann mit Hilfe spezieller Sensoren, die in ihrer Funktion Tensiometern ähneln, unter Baustellenbedingungen gemessen werden. Durch Nachbehandlungsmaßnahmen lässt sich der Wasserverlust infolge vorzeitiger Austrocknung und damit der kapillare Unterdruck begrenzen. Geeignete Nachbehandlungsmaßnahmen sind beispielsweise das Abdecken mit Folie oder die Anwendung von Nachbehandlungsmitteln.